# Styringomyia kwangtungensis
Styringomyia kwangtungensis is een tweevleugelige uit de familie steltmuggen (Limoniidae). De soort komt voor in het Oriëntaals gebied.